# Кабінет єврейської літератури, мови та фольклору
Кабінет єврейської літератури, мови і фольклору при Академії наук УРСР — науково-дослідний заклад, метою якого було вивчення єврейської «пролетарської» культури та сприяння її розвиткові згідно з настановами радянського комуністичного режиму. Впродовж періоду існування тричі реорганізовувався:
1. 1926—1929 — Кафедра єврейської культури при ВУАН.
2. 1929—1936 — Інститут єврейської пролетарської культури (ІЄПКу)
3. 1936—1949 — Кабінет єврейської мови, літератури та фольклору при АН УРСР

У 1926—1929 керівником кафедри єврейської культури був Йосип Ліберберг (з 1934 член-кореспондент Всеукраїнської Академії Наук).
Наприкінці 1929 кафедру було перетворено на Інститут єврейської пролетарської культури (ІЄПКу), першим директором якого став Йосип Ліберберг. Інститут проіснував до 1936 року. Цьому Інститутові вдалося стати справжнім центром єврейських студій міжнародного рівня. Тут, зокрема, функціонувало шість відділів (історичний, філологічний, етнографічний, літературний, соціально-економічний та педагогічний) і декілька допоміжних установ, як-от: Центральний архів єврейської преси, що одержував близько 400 видань з юдаїки з усього світу (передусім з європейських країн, США, Латинської Америки); Єврейська наукова бібліотека з фондом понад 60 тис. томів; Музей єврейської сучасності. В Одесі діяв філіал ІЄПКу. На стан 1934 р. в Інституті працювало понад 100 співробітників, а директором був Нахум Штіф, видатний єврейський філолог, засновник і перший директор ЇВО («Їдише віссеншафтліхе організаціє») — міжнародного центру вивчення їдишистської культури, який до Другої світової війни (1925—1939) знаходився у Вільно, а після війни продовжив роботу в Нью-Йорку, де існує донині. Науковими часописами ІЄПКу були «Ді їдише шпрах» («Єврейська мова») (вийшло 24 номери), квартальний «Віссеншафт революціє» («Наукова революція»); у 1928 р. надруковано том наукових записок «Шріфтн» («Твори»). Співробітникам Інституту належали монографії з історії, демографії, фольклору, літератури, музичної культури євреїв.
Кабінет музичного фольклору при етнографічній секції інституту став спадкоємцем традицій єврейських фольклористів та етнографів, чия робота була перервана Першою світовою війною та революцією. Зусиллями видатного вченого-фольклориста Мойсея Береговського (1892—1961) при Кабінеті був створений власний фоноархів, експедиційна робота набула планомірності та належної дослідницької глибини, а фіксація та розшифровка матеріалів досягли найвищого рівня наукового аналізу. Об'єктами досліджень стали як значні центри єврейської культури (Київ, Одеса), так і невеликі міста та містечка на Волині, Поділлі, у Галичині, старовинні єврейські сільськогосподарські колонії півдня України (Дніпропетровська, Херсонська, Запорізька, Миколаївська області, Крим).
З розгортанням сталінського терору ІЄПКу на початку 1936 p. був закритий (Нахум Штіф на той час уже помер; його наступника Г. Горохова та частину співробітників заарештували за звинуваченням у троцькізмі). Проте наприкінці того таки 1936 p. Інститут був у скороченому вигляді відновлений під назвою Кабінету єврейської мови, літератури та фольклору при АН УРСР; керівником новоствореного Кабінету став відомий єврейський філолог, член-кореспондент АН УРСР Елі Співак. Порівняно з Інститутом проблематика Кабінету була звужена до вивчення проблем єврейської граматики, літературної мови, лексикології та перекладів. У Кабінеті працювало тільки 11 чоловік; він складався з трьох наукових секцій: лінгвістичної (керівник Е. Співак), літератури (керівник Т.Альтман) і музичного фольклору (керівник М.Береговський). Проте, незважаючи на складні умови роботи, співробітники Кабінету впродовж 13 років (1936—1949) зуміли підготувати й випустити велику кількість ґрунтовних наукових праць: монографій з мовознавства та історії літератури, збірників єврейських народних пісень.
Після того, як сталінське керівництво взяло курс на остаточну ліквідацію єврейської культури в СРСР, ряд співробітників, в тому числі Е. Співака, було заарештовано, а Кабінет закрито.